# 블라디미르 마야콥스키

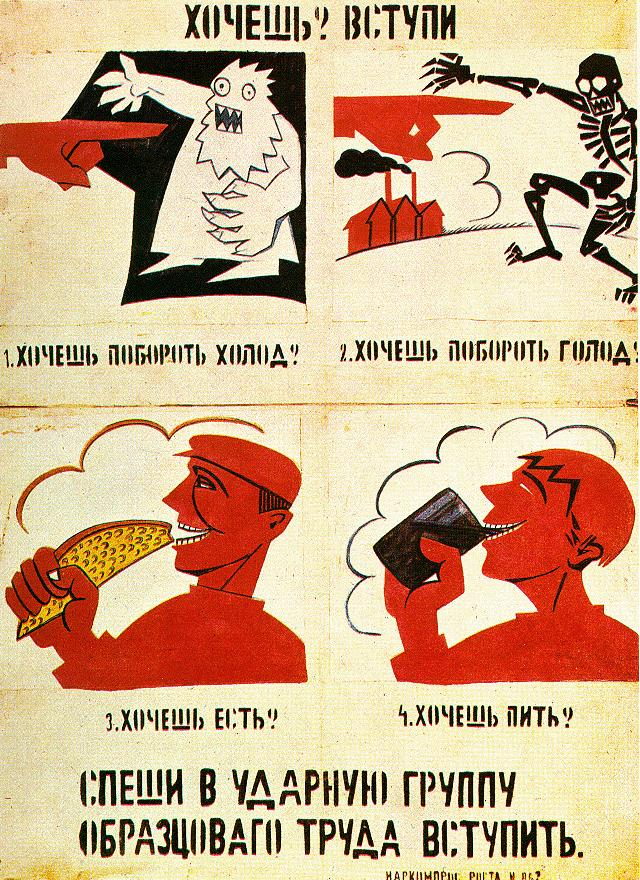
블라디미르 마야콥스키가 그린 포스터.
"1. 추위를 피하고 싶은가?
2. 굶주림을 피하고 싶은가?
3. 먹고 싶은가?
4. 마시고 싶은가?
지금 돌격 작업반에 가입하라!"

블라디미르 블라디미로비치 마야콥스키(러시아어: Влади́мир Влади́мирович Маяко́вский, 1893년 7월 19일(율리우스력 7월 7일) ~ 1930년 4월 14일)는 소련의 시인, 극작가, 배우이다.

## 생애
조지아의 한촌(寒村) 바그다티의 산림관(山林官)의 집에서 태어났다. 바쿠 유전지대의 혁명적 분위기가 소년기의 마야콥스키에게 커다란 영향을 끼쳤으며 부친 사망 후 모스크바로 옮겨 볼셰비키 혁명 운동에 가담, 2년간에 세 번이나 체포되었다. 그 후 모스크바의 미술학교에 입학, 미래파 시인 그룹에 속하면서 과거의 문학유산 및 부르주아 문학의 전통에 철저한 반항을 보였다. 노란빛 자켓을 허리 아래까지 내려뜨려 사람들을 몹시 놀라게 하는 화려한 시위로 유명해진 마야콥스키는 실제 작품면에서도 <바지를 입은 구름>(1915)이나 <등뼈로 만든 플롯>(1916) 등의 거친 리리시즘으로 두각을 나타냈다. 마야콥스키는 혁명을 '나의' 혁명으로 받아들여 인간의 해방을 초래하고 개인의 역량을 개화시키는 혁명의 승리를 노래했다. 그는 모든 재능을 혁명의 대의명분을 위해 바쳤고 시대의 가장 중요한 문제와 나날의 생활 속에서 시의 제재(題材)를 찾았다.
그의 시법 또한 혁명적이었다. 토막토막 짤린 짧은 시구문이 그랬고 의미 및 음조를 강조할 수 있도록 단어를 행으로 나누어 나열하는 것이었다. 그는 또한 일상어의 교묘한 구사와 거친 유머의 사용도 혁명적이었다. 그는 집회나 공장에서 자작의 시를 자주 낭독했는데 그의 이러한 낭송하기 용이한 시는 고정화된 시어의 파괴를 지향했고 억센 힘과 동적인 비유에 충만해 있었다. 거기에다 뛰어난 서정적 재능과 기발한 발상 및 넘치는 유머 감각으로 해서 그의 작품이 단순한 프로퍼갠더로 전락되는 것을 막고 있다. 특히 혁명 초기의 작품이 그러하여 유토피아적이고 예언적인 밝음이 있다.
혁명 전부터 전위시인(前衛詩人)으로 알려져 있었으나 그의 창조적인 정열이 폭발한 것은 10월 혁명 이후로서 1918년 소련 극문학의 제일성(第一聲)이 된 <미스테리 부프>를 발표했다. 이 작품은 장대한 비유형식을 빌려 혁명이 이루어지는 과정과 미래의 사회를 엮은 것으로 아리스토파네스를 연상케 하는 활력이 있다. 다음 희곡 <빈대>(1928)와 <목욕탕>(1929)은 몽환희곡(夢幻戱曲), 혹은 기상천외의 풍자적 수법으로 시정인(市井人)의 근성과 관료주의를 폭로한 것이다. 자본주의 사회를 비난한 서사시 <150000000>(1920)도 공상의 비약과 거친 유머에 차 있다. 20년대에 들어와 미래파의 옛 동지들을 중심으로 한 잡지 <레프>(예술좌익전선)를 발간, 전위적 문학운동의 중핵이 되는 한편, 레닌의 죽음을 노래한 <블라디미르 일리이치 레닌>(1924) 등을 내놓았다.
그러나 혁명의 정열을 격렬하게 노래하는 가운데 내부로부터 좌절감이 싹텄고 시사적 문제에 관해 노래하는 것이나 시를 낭독하는 일에도 싫증이 났다. 그의 국가에 대한 봉사는 자발적으로 자신이 부과한 의무였으나 그 노력도 헛되어 당시 점차로 재편성기에 접어든 문학계의 공적 권위자들이 그를 비난하기 시작했다. 1930년 4월 권총 자살을 했는데 죽기 직전에 쓴 유고에는 "사랑하는 작은 배는 세속에 충돌했다"고 씌어 있었다. 그의 자살은 정통파 마르크스주의자들로부터 비난을 받았으나 스탈린이 그를 소비에트의 가장 뛰어난 시인으로 평가했기 때문에 세르게이 예세닌처럼 냉대를 받지는 않았고 오늘날에 이르기까지 그의 명성은 높다.